# Pérols-sur-Vézère
Pérols-sur-Vézère – miejscowość i gmina we Francji, w regionie Nowa Akwitania, w departamencie Corrèze.
Według danych na rok 1990 gminę zamieszkiwało 214 osób, a gęstość zaludnienia wynosiła 5 osób/km² (wśród 747 gmin Limousin Pérols-sur-Vézère plasuje się na 419. miejscu pod względem liczby ludności, natomiast pod względem powierzchni na miejscu 61.).